# Magny-Saint-Médard
Magny-Saint-Médard é uma comuna francesa na região administrativa da Borgonha-Franco-Condado, no departamento de Côte-d'Or. Estende-se por uma área de 11 km². Em 2010 a comuna tinha 318 habitantes (densidade: 28,9 hab./km²).